# Schachbrettmontage
Die Schachbrettmontage ist das Zusammenfügen eines Filmoriginals in zwei Streifen oder „Bänder“. Streifen A enthält gewöhnlich die ungeradzahligen Einstellungen, Streifen B die geradzahligen.
Gleich lang wie Einstellung 1 in Band A ist, montiert man lichtdichte Amorce, „Schwarzfilm“, in Band B. Parallel zu Einstellung 2 in Band B läuft Amorce in Band A usw. Beim Duplizieren oder Vervielfältigen des Originals fällt kein Licht durch den Schwarzfilm, dafür schließen die Einstellungen nach zwei Kopiergängen oder nach Lauf auf einer Kopiermaschine mit zwei Köpfen aneinander, 1-2-3-4-5-usw.
Mit einem Original in Schachbrettmontage werden im Kopierwerk verschiedene technische Möglichkeiten eröffnet. Zunächst können wahlweise Ab-, Auf- und Überblendungen beim Kopieren ausgeführt werden, ohne dass diese in jeder Kopie und in der gleichen Art erscheinen müssen. Dann können für einige Film- und Bildformate die hässlichen Spleiße unsichtbar gemacht werden. Dazu werden mit speziellem Gerät asymmetrische Klebestellen hergerichtet, die vollständig auf die schwarze Amorce zu liegen kommen. Es haben also stets die Einstellungen an beiden Enden einen Klebesteg. Die Trennlinie verläuft genau zwischen den Einzelbildern.
Schachbrettmontage ermöglicht auch Einblendungen von weiteren Aufnahmen, zum Beispiel Texte in verschiedenen Sprachen. Dazu wird nur das Band mit den Textaufnahmen getauscht, die Grundaufnahme(n) verbleibt. Man spricht von Mehrbandmontage, wenn drei, vier, vielleicht sogar fünf oder sechs Streifen im Spiel sind, wenngleich meistens nur über kürzere Strecken sich kombinierender Effekte.
Die Schachbrettmontage ist für das Schmalfilmformat 16 mm erfunden worden, wo der schmale Bildstrich keine Klebestelle aufnehmen kann. Beim Normalfilm ist Einbandmontage üblich, nur für gepflegtes CinemaScope wird gelegentlich zweibändig gearbeitet.